# Maják v Pervalce
Maják v Pervalce (litevsky Pervalkos švyturys) je činný maják, který se nachází poblíž mysu Žirgų ragas v osadě Pervalka ve městě Neringa na Kurské kose v Litvě. Od roku 1996 je zapsán do seznamu kulturních památek Litvy. Maják se nachází v Národním parku Kuršská kosa (Kuršių nerijos nacionalinis parkas).

## Historie
Maják byl postaven v roce 1900 a uveden do provozu 27. listopadu 1900 na malém umělém ostrově. Jednoduchý dřevěný stožár s vytahovanou petrolejovou lucernou byl brzy nahrazen malou věží. Svítil i v zimě, kdy byla laguna zamrzlá, aby se usnadnila orientace při lovu ryb pod ledem. V roce 1948 byl přestavěn a v roce 1960 byl zpevněn ostrůvek betonovými bloky. V roce 2006 prošel generální opravou.
Je vybaven automatickým systémem a strážci majáku sem přicházejí jen příležitostně. Je to jediný maják v Kurském zálivu, který nestojí na pevnině, ale na malém umělém ostrově.

## Popis
Maják je 14 metrů vysoká červená válcová kovová věž s bílým ochozem a lucernou, která stojí na kamenném základu. Věž má stěny z nýtovaného plechu a uvnitř kovové točité schodiště. Ochoz má kovové zábradlí a lucerna má bílou plechovou střechu ve tvaru zvonu. Maják má červenou barvu a lucerna je bílá. 

### Data
Charakteristika světla: Fl W 5s
Dosvit: 6 nm (11,1 km)
Celková výška majáku: 14 m
Výška věže (kovová část): 11 m
Ohnisko světla je ve výšce 15 m n. m.

### Označení
Admiralty: C3382
NGA: 12044
ARLHS: LIT-005

## Galerie

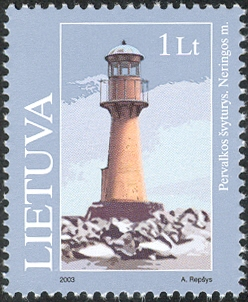
Maják na známce vydané v roce 2003
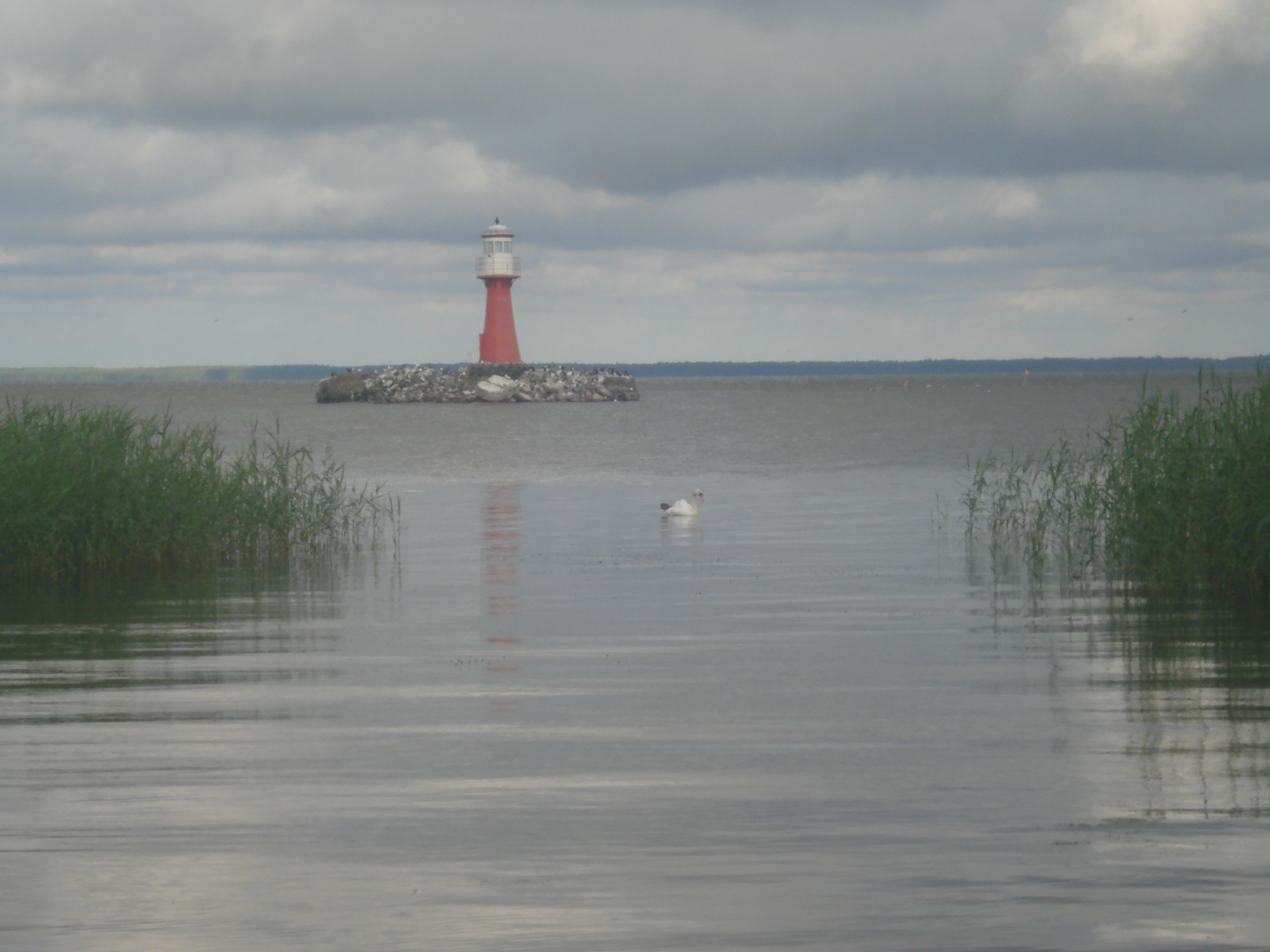
Pohled na maják ze břehu
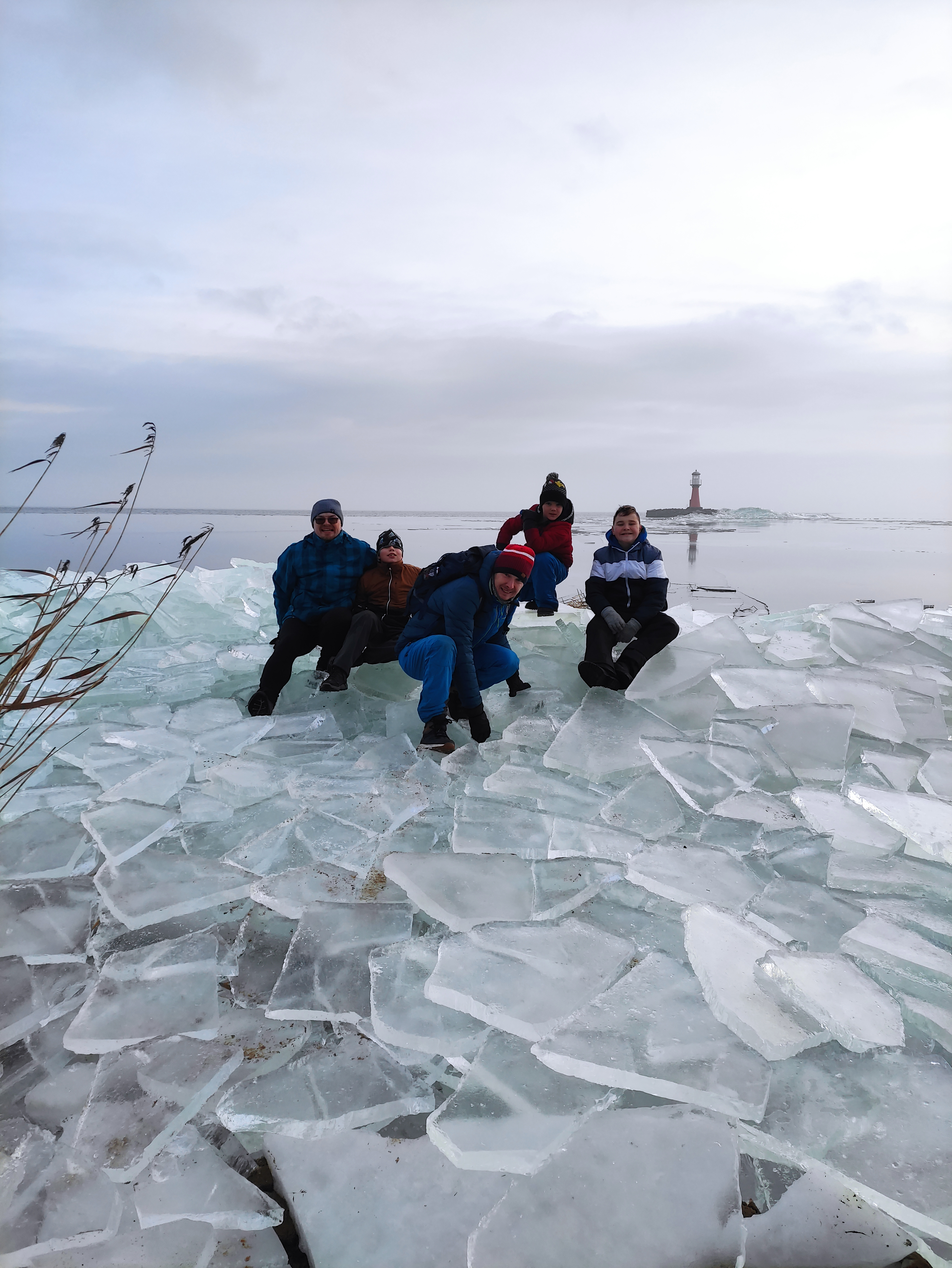